# ماوريسيو سوريا
ماوريسيو سوريا (بالإسبانية: Mauricio Soria) هو مدرب كرة قدم ولاعب كرة قدم بوليفي في مركز حراسة المرمى، ولد في 1 يونيو 1966 في كوتشابامبا في بوليفيا. شارك مع منتخب بوليفيا لكرة القدم. أما مع النوادي، فقد لعب مع ذي سترونغيست وكلوب ديسترويرس ونادي بوليفار ونادي خورخي ويلسترمان.

## وصلات خارجية
- ماوريسيو سوريا على موقع الاتحاد الدولي (مؤرشف)  (الإنجليزية)
- ماوريسيو سوريا على موقع قاعدة بيانات كرة القدم.إي يو (الإنجليزية)
- ماوريسيو سوريا على موقع ناشيونال فوتبول تيمز (الإنجليزية)
- ماوريسيو سوريا على موقع Soccerway.com (الإنجليزية)
- ماوريسيو سوريا على موقع عالم كرة القدم.نت (الإنجليزية)